# Trachinotus ovatus
Trachinotus ovatus é uma espécie de peixe pertencente à família Carangidae.
A autoridade científica da espécie é Linnaeus, tendo sido descrita no ano de 1758.

## Portugal
Encontra-se presente em Portugal, onde é uma espécie nativa e ocasional.
Os seus nomes comuns são camochilo, salema ou sereia-camochilo.

## Descrição
Trata-se de uma espécie de água salobra e marinha. Atinge os 70 cm de comprimento total nos indivíduos do sexo masculino.